# REVENGER
REVENGER是由Nitro+和松竹共同推出的日本原創電視動畫。2022年9月30日，初次公開關於本作的消息。10月28日，公開主要角色的聲優陣容，並宣布電視動畫將於2023年1月首播。

## 故事簡介
劍客繰馬雷藏遭信賴之人背叛，而失去了容身之處，此時他被鎮上的萬事屋「利便事屋」收留了，他們的真面目其實是專替無力之人復仇的殺手組織「REVENGER」。

## 登場人物
繰馬雷藏（聲：笠間淳）
劍術高手。22歲。生日4月16日。使用薩摩示現流劍術。
碓水幽煙（聲：梅原裕一郎）
優雅的蒔繪師。年齡不明。生日11月22日。
叢上徹破（聲：武內駿輔）
鎮上的醫生，原本是海盜。大約36歲。生日6月3日。武器是一把等身大的巨弓，負責從遠處狙擊，有小型砲彈般威力。使用全身力氣拉弓時肌肉會脹紅膨脹將衣服撐破。
鳰（聲：金元壽子）
具雙性性格的少年。外表約13歲。生日3月3日。
惣二（聲：葉山翔太）
愛財愛酒的賭徒。約21歲。生日7月1日。
傑拉德·嘉納（聲：大塚明夫）
禮拜堂的神父，因為島原之亂深懷著對幕府的怨恨。
漁澤陣九郎（聲：子安武人）
幕府治安機構長崎奉行所的要員，長時間在遊郭流連，被稱為「睡衣捕吏」。生日12月3日。
修女（聲：武田華）
嘉納禮拜堂的修女，協助嘉納對復仇者進行管理。擅長千術，本身亦具有武力。
松峰丞之進（聲：玉野井直樹）

天目屋（聲：杉野田贯）

坂田秋水（聲：花輪英司）

阿澄屋之妾（聲：豐口惠）

堂庵（聲：速水獎）

蛇女（聲：進藤尚美）

火吹達摩（聲：堀總士郎）

比良田（聲：小柳基）

唯（聲：原由實）
比良田的女兒，雷藏的未婚妻。
花（聲：指出毬亚）

劉大人（聲：平川大輔）
全名劉文霖，來自清國。
市之丞（聲：鵜澤正太郎）

宍戶斋門（聲：岡本信彥）
長崎貿易會所的幹部，喜歡藝術品。
遍路之貞（聲：諏訪部順一）

旋棍之捨（聲：永塚拓馬）

手裏劍之与太郎（聲：阿部敦）

鷹目之一八（聲：加瀨康之）

## 電視動畫

### 製作人員
- 企劃：松竹、亞細亞堂、Nitro+
- 導演：藤森雅也
- 故事原案、系列構成：虛淵玄
- 劇本：虛淵玄、大樹連司
- 角色設計原案：鈴木次郎、憂雨市
- 角色設計、總作畫監督：細越裕治
- 總作畫監督：西岡夕樹、遠藤江美子
- 美術監督：岡本穗高
- 色彩設計：中野尚美
- 攝影監督：佐藤哲平
- 音樂：Jun Futamata
- 音響監督：藤田亞紀子
- 動畫製作：亞細亞堂
- 原作：利便事屋
- 製作：REVENGER製作委員會[4]

### 主題曲
片頭曲
主唱：（unknown Vo:O2），作詞、作曲：，編曲：
片尾曲un_mut
主唱：坂本真綾，作詞：岩里祐穗，作曲：SIRA，編曲：河野伸

### 各話列表
| 話數 | 標題 | 劇本             | 分鏡     | 演出     | 作畫監督 | 首播日期      |
| ---- | ---- | ---------------- | -------- | -------- | --- | ------------- |
| 1    |      | 虚淵玄、大樹連司 | 藤森雅也 | 松尾晋平 | 西岡夕樹、遠藤江美子、玉利和枝、 | 2023年 1月5日 |
| 2    |      | 虚淵玄、大樹連司 | 藤森雅也 | 曽根利幸 | 近藤優次、松本朋之 | 1月12日       |
| 3    |      | 虚淵玄、大樹連司 | 藤森雅也 | 加藤顯   | 西岡夕樹、遠藤江美子、玉利和枝、 | 1月19日       |
| 4    |      | 虚淵玄、大樹連司 | 村野佑太 | 横野光代 | 鈴木春香、田中彩、西田美弥子 | 1月26日       |
| 5    |      | 虚淵玄、大樹連司 | 松尾晋平 | 松尾晋平 | 西岡夕樹、遠藤江美子、玉利和枝 、 | 2月2日        |
| 6    |      | 虚淵玄、大樹連司 | 村野佑太 | 曽根利幸 | 近藤優次、松本朋之 | 2月9日        |
| 7    |      | 大樹連司         | 藤森雅也 | 加藤顯   | 西岡夕樹、玉利和枝、大竹紀子 、 | 2月16日       |
| 8    |      | 虚淵玄、大樹連司 | 葉摘田緒 | 白石道太 | 川本和孝、谷口繫則、清水椋大 上赤由香里、鈴木莉乃、服部未夢 藤彩七、遠藤里蘭、森泉亞矢子 懸田扇子、、竹内寛 西原千晶、秦相子、紫灯珈、矢田起也 | 2月23日       |
| 9    |      | 大樹連司         | 松尾晋平 | 横野光代 | 鈴木春香、田中彩、虎高昇、遠藤江美子 | 3月2日        |
| 10   |      | 大樹連司         | 葉摘田緒 | 岡英和   | 西岡夕樹、玉利和枝、細越裕治 、 | 3月9日        |
| 11   |      | 大樹連司         | 藤森雅也 | 曾根利幸 | 松本朋之、近藤優次 | 3月16日       |
| 12   |      | 大樹連司         | 藤森雅也 | 松尾晋平 | 細越裕治、西岡夕樹、遠藤江美子、玉利和枝 、、大竹紀子、芳川弥生                                                                                | 3月23日       |

## 外部連結
- 官方网站（日語）
- REVENGER的X（前Twitter）（日語）
- YouTube上的REVENGER頻道（日語）